# 多夫格 (涅任區)
50°57′11″N 32°4′18″E / 50.95306°N 32.07167°E
多夫格（烏克蘭語：Довге），是烏克蘭北部的村莊，隸屬切爾尼希夫州的尼任區。該村始建於1926年，面積0.02平方公里，海拔高度124米，2001年人口15，人口密度每平方公里1,000人。